# Міф (фільм, 1986)
«Міф» (рос. «Миф») — радянський двосерійний телефільм 1986 року, знятий режисером Аян Шахмалієвою на кіностудії «Ленфільм».

## Сюжет
За мотивами повісті К. Ласкарі «Двадцять третій пірует». Віра Скобелєва — обдарована балерина та талановитий балетмейстер. Її життя, зовні невлаштоване, сповнене глибокого змісту і любові до всього, що її оточує.

## У ролях
- Регіна Кузьмичова — Віра Скобелєва
- Маріс Лієпа — головна роль
- Вікторія Томіна — Буся, бабуся Віри Скобелєвої
- Людмила Бржозовська — Шипа
- Євгенія Левен — Олена
- Абессалом Лорія — Руході
- Володимир Летенков — Дмитро
- Володимир Заманський — Єгоров, дельтапланерист
- Володимир Дорошев — Князєв
- Інна Зубковська — Седлецька
- Валентин Букін — драматург
- Аскольд Макаров — епізод
- Ольга Подгорнова — епізод
- Анна Линник — епізод
- Валентина Ананьїна — епізод
- Н. Єрофєєва — епізод
- Марина Юриздицька — епізод
- Е. Кекелідзе — епізод
- Галі Абайдулов — артист балету
- Юрій Пєтухов — артист балету
- Ірина Кірсанова — артистка балету
- Андрій Матинкін — артист балету
- Ігор Соловйов — артист балету
- Євген Мясищев — артист балету
- Рашид Мамін — артист балету
- Олена Гриньова — артистка балету
- Олександр Степін — артист балету
- В. Іков — артист балету
- Ірина Шапчиць — артистка балету

## Знімальна група
- Режисер — Аян Шахмалієва
- Сценарист — Кирило Ласкарі
- Оператор — Сергій Юриздицький
- Композитор — Олександр Кнайфель
- Художник — Георгій Кропачев